# Jagiellonia Białystok w sezonie 1998/1999

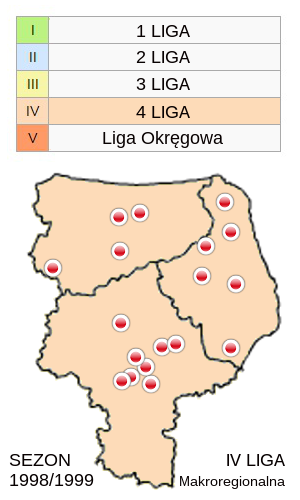
Zespoły występujące w IV Lidze (makroregionalnej) w sezonie 1998/99

Jagiellonia Białystok przystąpiła do rozgrywek IV Ligi (makroregionalnej) oraz Pucharu Polski od I rundy.

## IV poziom rozgrywkowy
Jagiellonia od kilku lat borykała się z poważnymi problemami finansowymi, drużynę od wielu lat nie stać było na poważniejsze wzmocnienia. Ku radości białostoczan, drużynę zaczęła sponsorować firma developerska "Wersal Podlaski", stąd w nazwie zespołu pojawił się drugi człon z nazwą sponsora.

Jagiellonia rozpoczęła rozgrywki od wysokiej porażki w Karczewie, tamtejszy Mazur pokonał "Jagę" aż 6:1. Pierwsze mecze były katastrofalne, dopiero od 4 kolejki Jagiellonia zaczęła piąć się w górę tabeli, zaliczając serię 12 meczów bez porażki. Runda rewanżowa znowu okazała się gorsza niż wiosenna, Jagiellończycy ostatecznie zajęli 4. miejsce, co przez wielu kibiców przyjęto za porażkę.

Wyróżniającą się postacią był Dariusz Petruk strzelec 16 bramek oraz Jacek Markiewicz (13 bramek), który po I rundzie został przeniesiony do KP Wasilków. Wersal Podlaski sponsorował w tym czasie dwie drużyny sportowe (KP Wasilków i Jagiellonię) uznano, że większe szanse na awans mogą mieć gracze z Wasilkowa, występujący wówczas w II grupie IV ligi. Przesunięcie 3 piłkarzy z Jagiellonii do Wasilkowa nic nie pomogło, drużyna Wasilkowa zajęła 3. miejsce.
Fuzja
Po sezonie doszło do fuzji klubów, Jagiellonii i KP Wasilków, powstała jedna drużyna o nazwie Jagiellonia Wersal Podlaski Białystok.
Puchar Polski

Jagiellonia w I rundzie Pucharu Polski na boisku uległa 0:1 AZS-owi Biała Podlaska, mecz jednak zweryfikowano jako walkower dla Jagiellonii, w następnej rundzie uległa u siebie Avii Świdnik 0:2 i odpadła z dalszej rywalizacji.

## Końcowa Tabela IV Ligi (Makroregionalnej)
| Lp. | Drużyna               | M  | Z  | R  | P  | Bramki | Bramki | Różn. | Pkt. | Uwagi              |
| --- | --------------------- | -- | -- | -- | -- | ------ | ------ | ----- | ---- | ------------------ |
| 1   | Granica Kętrzyn       | 34 | 27 | 5  | 2  | 87     | 5      | + 82  | 86   | Awans do III ligi  |
| 2   | Legionovia Legionowo  | 34 | 22 | 9  | 3  | 77     | 17     | +60   | 75   |                    |
| 3   | Mazur Karczew         | 34 | 18 | 8  | 8  | 56     | 29     | +27   | 62   |                    |
| 4   | Jagiellonia Białystok | 34 | 17 | 11 | 6  | 73     | 39     | +34   | 62   |                    |
| 5   | ŁKS Łomża             | 34 | 15 | 11 | 8  | 51     | 41     | +10   | 56   |                    |
| 6   | Znicz Pruszków        | 34 | 16 | 6  | 12 | 62     | 42     | +20   | 54   |                    |
| 7   | Warfama Dobre Miasto  | 34 | 15 | 7  | 12 | 81     | 43     | +38   | 52   |                    |
| 8   | Cresovia Siemiatycze  | 34 | 11 | 16 | 7  | 58     | 43     | +15   | 49   |                    |
| 9   | STP Suwałki           | 34 | 15 | 3  | 16 | 52     | 62     | -10   | 48   | Wyc. po sezonie    |
| 10  | Piast Piastów         | 34 | 14 | 5  | 15 | 49     | 58     | -9    | 47   |                    |
| 11  | MKS Ciechanów         | 34 | 13 | 8  | 13 | 70     | 59     | +11   | 47   |                    |
| 12  | Huragan Wołomin       | 34 | 14 | 4  | 16 | 45     | 45     | 0     | 46   |                    |
| 13  | Bug Wyszków           | 34 | 12 | 7  | 15 | 55     | 56     | -1    | 43   |                    |
| 14  | MKS Szczytno          | 34 | 11 | 7  | 16 | 49     | 59     | -10   | 40   |                    |
| 15  | Sparta Augustów       | 34 | 10 | 8  | 16 | 39     | 68     | -29   | 38   |                    |
| 16  | Orlęta Reszel         | 34 | 7  | 6  | 21 | 32     | 62     | -30   | 27   | Spadek do Kl. Okr. |
| 17  | Warmia Grajewo        | 34 | 5  | 5  | 24 | 41     | 87     | -46   | 20   | Spadek do Kl. Okr. |
| 18  | KS Brańszczyk         | 34 | 1  | 0  | 33 | 15     | 177    | -162  | 3    | Spadek do Kl. Okr. |

- STP Suwałki został wycofany po sezonie i rozwiązany.

## Skład, statystyka, transfery
| Nr                                                                                             | Zawodnik               | Poz. | Data ur.   | Wz.  | Mecze | Br. | Transfer z/do                                                          | Ostatni klub               |
| ---------------------------------------------------------------------------------------------- | ---------------------- | ---- | ---------- | ---- | ----- | --- | ---------------------------------------------------------------------- | -------------------------- |
|                                                                                                | Artur Sacharczuk w     | BR   | 6.07.1976  | -    | 11    | 0   |                                                                        | (wychowanek)               |
|                                                                                                | Paweł Korniluk w       | BR   | ?.?.1976   | -    | 6     | 0   |                                                                        | Olimpia Zambrów            |
|                                                                                                | Łukasz Trudnos         | BR   | 23.04.1982 | 1,93 | 0     | 0   | 98(j) z Okocimski Brzesko                                              | Okocimski Brzesko          |
|                                                                                                | Piotr Wiśniewski       | OB   | 30.03.1978 | -    | 13    | 0   | 99(w) z Marko Walichnowy-Wieluń · 99(j) do Hetman Białystok            | Marko Walichnowy-Wieluń    |
|                                                                                                | Krzysztof Kulikowski w | OB   | 23.05.1975 | -    | 1     | 0   | 98(j) z Iskra Narew · 99(w) do drużyny rezerw                          | Iskra Narew                |
|                                                                                                | Karol Wdziekoński w    | OB   | ?.?.1977   | -    | 1     | 0   | 98(j) z drużyny rezerw · 99(w) do drużyny rezerw                       | (wychowanek)               |
|                                                                                                | Adam Struczewski w     | OB   | 22.02.1974 | 1,83 | 28    | 2   |                                                                        | (wychowanek)               |
|                                                                                                | Daniel Michaluk w      | OB   | ?.?.1978   | -    | 24    | 1   |                                                                        | (wychowanek)               |
|                                                                                                | Dariusz Ostaszewski    | OB   | 21.10.1969 | 1,80 | 23    | 0   | 98(j) powrót z zagranicy                                               | KPWP Wasilków              |
|                                                                                                | Tomasz Kisielewski w   | PO   | ?.?.1976   | -    | 27    | 3   |                                                                        | KP Wasilków                |
|                                                                                                | Piotr Grabowski        | PO   | 5.07.1977  | 1,77 | 15    | 1   | 99(w) z Sparta Augustów                                                | Sparta Augustów            |
|                                                                                                | Robert Mazewski        | PO   | 5.09.1979  | -    | 8     | 0   | 99(w) z Olimpia Zambrów · 99(j) do drużyny rezerw                      | Olimpia Zambrów            |
|                                                                                                | Paweł Łucyk            | PO   | 27.8.1981  | -    | 7     | 1   | 99(w) z ? · 99(j) do ?                                                 | b.d.                       |
|                                                                                                | Jarosław Wawrzeniuk    | PO   | 23.02.1976 | 1,82 | 30    | 4   | 98(j) z Tur Bielsk Podlaski · 99(j) do Cresovia Siemiatycze            | Tur Bielsk Podlaski        |
|                                                                                                | Krzysztof Juzwa w      | PO   | ?.?.1981   | -    | 17    | 0   | 99(w) z MOSP Jagiellonia Białystok · 99(j) do Jagiellonia II Białystok | MOSP Jagiellonia Białystok |
|                                                                                                | Paweł Popławski        | NA   | ?.?.1981   | -    | 6     | 0   | 98(j) z Krypnianka Krypno · 99(j) do ?                                 | Krypnianka Krypno          |
|                                                                                                | Wojciech Borysiewicz   | NA   | b.d.       | -    | 1     | 0   | 98(j) z ? · 99(j) do ?                                                 | b.d.                       |
|                                                                                                | Dariusz Petruk         | NA   | 28.01.1969 | -    | 29    | 16  | 98(j) z Iskra Narew                                                    | Iskra Narew                |
|                                                                                                | Piotr Pawluczuk        | NA   | 1.03.1976  | 1,75 | 29    | 8   | 98(j) z Tur Bielsk Podlaski · 99(j) do Cresovia Siemiatycze            | Tur Bielsk Podlaski        |
|                                                                                                | Paweł Surynowicz w     | NA   | 28.11.1977 | -    | 20    | 1   |                                                                        | (wychowanek)               |
|                                                                                                | Ryszard Ostrowski      | NA   | 19.04.1968 | 1,70 | 30    | 3   |                                                                        | Mazur Ełk                  |
|                                                                                                | Marcin Lubczyński w    | NA   | ?.?.1977   | -    | 24    | 0   |                                                                        | (wychowanek)               |
|                                                                                                | bramka samobójcza      |      |            |      |       | 0   |                                                                        |                            |
|                                                                                                | walkower               |      |            |      |       | 6   |                                                                        |                            |
| Piłkarze na wypożyczeniu: (KP Wasilków i Jagiellonia - kluby należące do jednego właściciela). |                        |      |            |      |       |     |                                                                        |                            |
| Nr                                                                                             | Zawodnik               | Poz. | Data ur.   | Wz.  | Mecze | Br. | Transfer z/do                                                          | Ostatni klub               |
|                                                                                                | Mirosław Dymek w       | BR   | 25.02.1970 | 1,91 | 15    | 0   | 99(w) do KPWP Wasilków · 99(j) powrót z wypożyczenia                   | (wychowanek)               |
|                                                                                                | Dariusz Prokop         | OB   | 18.05.1976 | 1,83 | 15    | 0   | 99(w) do KPWP Wasilków · 99(j) powrót z wypożyczenia                   | Hetman Białystok           |
|                                                                                                | Jacek Markiewicz w     | OB   | 18.04.1976 | 1,83 | 15    | 13  | 99(w) do KPWP Wasilków · 99(j) powrót z wypożyczenia                   | (wychowanek)               |
| Transfery z klubu:                                                                             |                        |      |            |      |       |     |                                                                        |                            |
| Nr                                                                                             | Zawodnik               | Poz. | Data ur.   | Wz.  | Mecze | Br. | Transfer z/do                                                          | Ostatni klub               |
|                                                                                                | Krzysztof Maciejczuk   | PO   | 7.08.1977  | 1,90 | 0     | 0   | 98(j) do Widzew Łódź                                                   | Jagiellonia II Białystok   |
|                                                                                                | Marcin Pachowicz w     | PO   | 27.08.1977 | -    | 0     | 0   | 98(j) wyjazd za granicę                                                | (wychowanek)               |
|                                                                                                | Tomasz Kazimierowicz w | OB   | ?.?.1977   | -    | 0     | 0   | 98(j) do ?                                                             | (wychowanek)               |
|                                                                                                | Grzegorz Pieczywek     | PO   | 25.02.1982 | 1,77 | 0     | 0   | 98(j) do MOSP Jagiellonia Białystok                                    | Hetmana Białystok          |
|                                                                                                | Samuel Tomar w         | NA   | 11.08.1973 | 1,80 | 27    | 7   | 99(w) do Hetman Białystok                                              | (wychowanek)               |
|                                                                                                | Robert Flery           | PO   | 25.04.1975 | -    | 14    | 3   | 99(w) do Hetman Białystok                                              | Olimpia Zambrów            |
|                                                                                                | Lajmonas Bytautas      | NA   | 23.08.1974 | -    | 13    | 2   | 99(w) do Kauno Jegeriai                                                | Hetmana Białystok          |

## Mecze
| Mecze i wyniki | Mecze i wyniki          | Mecze i wyniki    | Mecze i wyniki | Mecze i wyniki | Mecze i wyniki       | Mecze i wyniki | Mecze i wyniki                                                                    | Poz w lidze. | Poz w lidze. | Poz w lidze. |
| Lp. | Data                    | Rozgrywki         | F.             | D/W            | Przeciwnik           | Wynik          | Strzelcy bramek                                                                   | M.           | P.           | Br.          |
| --- | ----------------------- | ----------------- | -------------- | -------------- | -------------------- | -------------- | --------------------------------------------------------------------------------- | ------------ | ------------ | ------------ |
| 1 41 | 29.07.1998 Bielsk Podl. | PP - Irun.        | 200            | N              | AZS Biała Podlaska   | 3:0(vo)        |                                                                                   | awans        | awans        | awans        |
| 2 1339 | 09.08.1998 Karczew      | IV Liga - 1 kol.  | b.d.           | W              | Mazur Karczew        | 6:1            | Markiewicz 72'                                                                    | ?            | 0            | 1:6          |
| 3 42 | 11.08.1998 Bielsk Podl. | PP - IIrun.       | 700            | N              | Avia Świdnik         | 0:2            | b.d.                                                                              | odpadnięcie  | odpadnięcie  | odpadnięcie  |
| 4 1340 | 16.08.1998 Białystok    | IV Liga - 2 kol.  | b.d.           | D              | Warfama Dobre Miasto | 1:1            | Markiewicz 14'(k)                                                                 | ?            | 1            | 2:7          |
| 5 1341 | 19.08.1998 Wołomin      | IV Liga - 3 kol.  | b.d.           | W              | Huragan Wołomin      | 1:0            |                                                                                   | 14           | 1            | 2:8          |
| 6 1342 | 23.08.1998 Szczytno     | IV Liga - 4 kol.  | b.d.           | W              | MKS Szczytno         | 1:8            | Markiewicz 18' 32' 66' Wawrzeniuk 21' Kisielewski 38' Pawluczuk 48' 54' Tomar 78' | ?            | 4            | 10:9         |
| 7 1343 | 29.08.1998 Białystok    | IV Liga - 5 kol.  | b.d.           | D              | STP Suwałki          | 3:0            | Pawluczuk 54', Markiewicz 67', Flery 83'                                          | ?            | 7            | 13:9         |
| 8 1344 | 05.09.1998 Grajewo      | IV Liga - 6 kol.  | b.d.           | W              | Warmia Grajewo       | 3:4            | Markiewicz 8', Pawluczuk 26' Tomar 35', Flery 75'                                 | ?            | 10           | 17:12        |
| 9 1345 | 12.09.1998 Białystok    | IV Liga - 7 kol.  | b.d.           | D              | Legionovia Legionowo | 1:1            | Petruk 74'                                                                        | ?            | 11           | 18:13        |
| 10 1346 | 19.09.1998 Augustów     | IV Liga - 8 kol.  | b.d.           | W              | Sparta Augustów      | 1:5            | Pawluczuk 31', Markiewicz 53' Petruk 66', Bytautas 79' 87'                        | ?            | 14           | 23:14        |
| 11 1347 | 25.09.1998 Białystok    | IV Liga - 9 kol.  | b.d.           | D              | Granica Kętrzyn      | 1:0            | Ostrowski 3'                                                                      | ?            | 17           | 24:14        |
| 12 1348 | 03.10.1998 Wyszków      | IV Liga - 10 kol. | b.d.           | W              | Bug Wyszków          | 1:1            | Markiewicz 56'                                                                    | ?            | 18           | 25:15        |
| 13 1349 | 10.10.1998 Białystok    | IV Liga - 11 kol. | b.d.           | D              | Orlęta Reszel        | 3:1            | Pawluczuk 5' 7', Markiewicz 86'                                                   | ?            | 21           | 28:16        |
| 14 1350 | 17.10.1998 Łomża        | IV Liga - 12 kol. | b.d.           | W              | ŁKS Łomża            | 2:4            | Markiewicz 13'(k), Struczewski 58' Tomar 72', Ostrowski 76'                       | ?            | 24           | 32:18        |
| 15 1351 | 24.10.1998 Białystok    | IV Liga - 13 kol. | b.d.           | D              | KS Brańszczyk        | 3:0(vo)        |                                                                                   | ?            | 27           | 35:18        |
| 16 1352 | 30.10.1998 Piastów      | IV Liga - 14 kol. | b.d.           | W              | Piast Piastów        | 0:4            | Flery 25', Markiewicz 44', Petruk 72' Wawrzeniuk 87'                              | ?            | 30           | 39:18        |
| 17 1353 | 07.11.1998 Białystok    | IV Liga - 15 kol. | b.d.           | D              | Cresovia Siemiatycze | 1:1            | Petruk 17'                                                                        | 2            | 31           | 40:19        |
| 18 1354 | 14.11.1998 Pruszków     | IV Liga - 16 kol. | b.d.           | W              | Znicz Pruszków       | 1:0            |                                                                                   | ?            | 31           | 40:20        |
| 19 1355 | 21.11.1998 Białystok    | IV Liga - 17 kol. | b.d.           | D              | MKS Ciechanów        | 0:0            |                                                                                   | 5            | 32           | 40:20        |
| 20 1356 | 13.03.1999 Białystok    | IV Liga - 18 kol. | 300            | D              | Mazur Karczew        | 2:1            | Wawrzeniuk 28', Tomar 81'                                                         | ?            | 35           | 42:21        |
| 21 1357 | 20.03.1999 Dobre Miasto | IV Liga - 19 kol. | 1000           | W              | Warfama Dobre Miasto | 1:1            | Pawluczuk 63'                                                                     | ?            | 36           | 43:22        |
| 22 1358 | 27.03.1999 Białystok    | IV Liga - 20 kol. | 200            | D              | Huragan Wołomin      | 6:3            | Petruk 12' 17' 79', Grabowski 31' Wawrzeniuk 36', Ostrowski 55'                   | ?            | 39           | 49:25        |
| 23 1359 | 02.04.1999 Białystok    | IV Liga - 21 kol. | 300            | D              | MKS Szczytno         | 2:1            | Petruk 36' 76'                                                                    | ?            | 42           | 51:26        |
| 24 1360 | 10.04.1999 Suwałki      | IV Liga - 22 kol. | 300            | W              | STP Suwałki          | 2:1            | Tomar 88'                                                                         | ?            | 42           | 52:28        |
| 25 1361 | 17.04.1999 Białystok    | IV Liga - 23 kol. | 300            | D              | Warmia Grajewo       | 3:0            | Petruk 40' 71', Surynowicz 87'                                                    | ?            | 45           | 55:28        |
| 26 1362 | 24.04.1999 Legionowo    | IV Liga - 24 kol. | b.d.           | W              | Legionovia Legionowo | 1:0            |                                                                                   | ?            | 45           | 55:29        |
| 27 1363 | 01.05.1999 Białystok    | IV Liga - 25 kol. | 200            | D              | Sparta Augustów      | 1:1            | Pawluczuk 24'                                                                     | ?            | 46           | 56:30        |
| 28 1364 | 08.05.1999 Kętrzyn      | IV Liga - 26 kol. | 2500           | W              | Granica Kętrzyn      | 2:0            |                                                                                   | ?            | 46           | 56:32        |
| 29 1365 | 12.05.1999 Białystok    | IV Liga - 27 kol. | 100            | D              | Bug Wyszków          | 0:0            |                                                                                   | ?            | 47           | 56:32        |
| 30 1366 | 15.05.1999 Reszel       | IV Liga - 28 kol. | b.d.           | W              | Orlęta Reszel        | 0:2            | Petruk (x2)                                                                       | ?            | 50           | 58:32        |
| 31 1367 | 22.05.1999 Białystok    | IV Liga - 29 kol. | 200            | D              | ŁKS Łomża            | 2:2            | Petruk 9', Kisielewski 59'                                                        | ?            | 51           | 60:34        |
| 32 1368 | 26.05.1999 Brańszczyk   | IV Liga - 30 kol. | b.d.           | W              | KS Brańszczyk        | 0:3(vo)        |                                                                                   | ?            | 54           | 63:34        |
| 33 1369 | 29.05.1999 Białystok    | IV Liga - 31 kol. | 100            | D              | Piast Piastów        | 2:2            | Struczewski 73', Michaluk 85'                                                     | ?            | 55           | 65:36        |
| 34 1370 | 05.06.1999 Siemiatycze  | IV Liga - 32 kol. | 400            | W              | Cresovia Siemiatycze | 0:4            | Ostaszewski 28'(k), Petruk 31' 40', Tomar 71'                                     | ?            | 58           | 69:36        |
| 35 1371 | 12.06.1999 Białystok    | IV Liga - 33 kol. | 0              | D              | Znicz Pruszków       | 2:1            | Ostaszewski 60', Tomar 81'                                                        | ?            | 61           | 71:37        |
| 36 1372 | 19.06.1999 Ciechanów    | IV Liga - 34 kol. | b.d.           | W              | MKS Ciechanów        | 2:2            | Łucyk 75', Petruk 89'                                                             | 4            | 62           | 73:39        |
| - rozgrywki ligowe, - rozgrywki pucharu polski, - rozgrywki pucharu ligi, - rozgrywki ligi europejskiej, - mecze barażowe lub eliminacyjne, - inne. Liczba meczów w sezonie:1 2 (wszystkie mecze na najwyższym poziomie rozgrywkowym)3 (wszystkie mecze w rozgrywkach ligowych bez baraży) , Puchar Polski: 2 (mecze Pucharu Polski na szczeblu centralnym)3 (wszystkie mecze w Pucharze Polski) |                         |                   |                |                |                      |                |                                                                                   |              |              |              |